# Johann Heinrich Voß
Johann Heinrich Voß (20 de febrer del 1751, Sommersdorf - 29 de març del 1826, Heidelberg) fou un poeta i traductor alemany.

## Biografia
Voß va néixer a Sommerstorf, a Mecklenburg-Strelitz, fill d'un pagès. Després d'acudir al Gymnasium (institut) de Neubrandenburg des del 1766 fins al 1769, es veié obligat a acceptar una tutoria privada per guanyar diners que li permetrien estudiar en una universitat. Per invitació de Heinrich Christian Boie, l'atenció del qual va atraure amb poemes que envià al Göttinger Musenalmanach, va marxar a Göttingen el 1772. Hi estudià filologia i es convertí en un dels esperits líders del famós Hain o Dichterbund.
El 1775 Boie li donà de nou el càrrec d'editor al Musenalmanach, que continuà durant diversos anys. Es casà amb la germana de Boie, Ernestine, el 1777, i el 1778 fou nomenat rector de l'escola d'Otterndorf.
El 1782 Voß acceptà el càrrec de rector del Gymnasium a Eutin, on va romandre fins al 1802. Es retirà aquell any amb una pensió de 600 tàlers, s'instal·là a Jena i el 1805, tot i que Goethe s'esforçà a persuadir-lo perquè s'hi quedés, acceptà el càrrec de professor a Heidelberg. S'hi dedicà, amb un sou considerable, totalment a les seves tasques literàries: traduccions i investigacions.
Voß era un home de caràcter vigorós i notablement independent. Des del 1785 fins al 1795 publicà en dos volums una col·lecció de poemes originals, als quals després hi feu molts afegits. El més famós, potser, és el poema idíl·lic Luise (1795), en el qual cercava, amb gran èxit, aplicar l'estil i els mètodes de la poesia clàssica a l'expressió del sentiment i pensament alemanys moderns.

## Obres

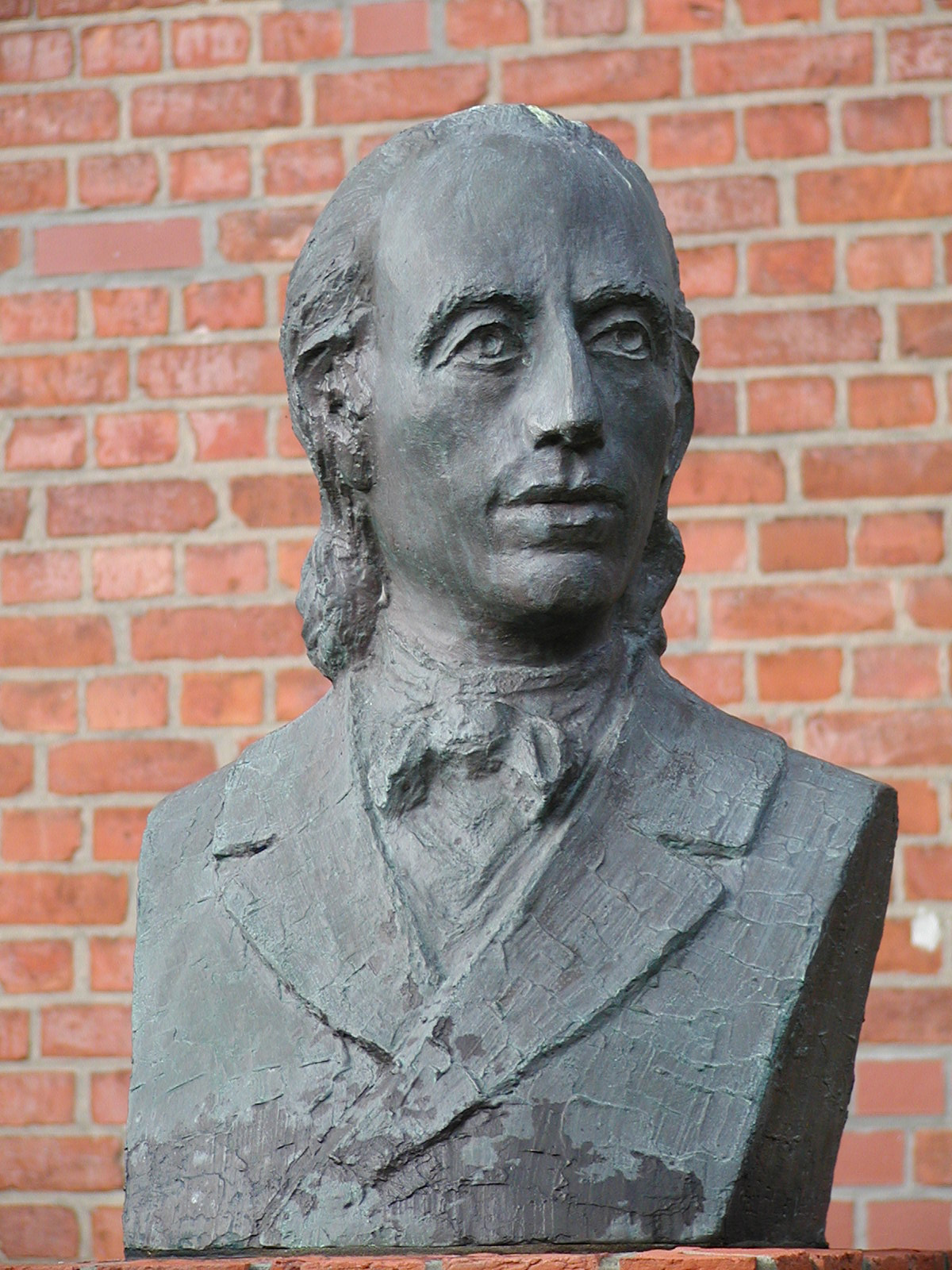
Bust de Johann Heinrich Voß a Otterndorf

Al seu Mythologische Briefe (dos volums, 1794), en el qual atacava les idees de Christian Gottlob Heine, al seu Antisymbolik (dos volums, 1824-1826), escrit en oposició a Georg Friedrich Creuzer, i en altres escrits, Voß feu importants contribucions a l'estudi de la mitologia. També fou un destacat advocat en pro del dret al lliure judici en religió, i en l'època en què alguns membres de l'escola romàntica es convertien al catolicisme, produí una forta impressió per un article poderós, a Sophronizon, sobre la repudiació del seu amic Friedrich von Stolberg del protestantisme (1819).
El seu lloc a la literatura alemanya, però, es deu sobretot a les seves traduccions. No només transmeten una sòlida erudició, sinó també una rigorosa maestria de les lleis de la dicció i el ritme alemanys. Les seves traduccions més famoses són les d'Homer. La millor, potser, és la de L'Odissea, tal com originalment la publicà el 1781. També traduí Hesíode, Teòcrit, Bió, Moscos, Virgili, Horaci, Tibul, Properci i altres poetes clàssics, i preparà una edició crítica de Tibul. Del 1818 al 1829 fou publicat, en nou volums, una traducció de les obres de William Shakespeare, que Voß completà amb l'ajut dels seus fills Heinrich i Abraham.